# Sfida agli inglesi
Sfida agli inglesi (The One That Got Away) è un film del 1957 diretto da Roy Ward Baker e interpretato da Hardy Krüger.
Il film racconta le vere imprese di Franz von Werra, un pilota della Luftwaffe abbattuto sulla Gran Bretagna nel 1940.